# Regina Daniels
Regina Daniels es una actriz y productora de cine nigeriana.

## Biografía
Daniels nació en Lagos, Nigeria, el 10 de octubre de 2000. Su madre es la también actriz Rita Daniel, presidenta del Gremio de Actores de Nigeria (AGN) en el estado Delta en Nigeria. Tiene tres hermanos y dos hermanas, siendo ella la segunda hija más joven de su familia. Uno de sus modelos a seguir fue la actriz ganadora de un premio de la Academia Angelina Jolie. Asistió a la Hollywood International School y en 2018, inició la carrera de comunicación de masas en la Universidad Igbinedion.

## Carrera
Debutó como actriz infantil a los siete años. Recibió el apoyo de su madre y sus hermanos. Su primera película fue Marriage of Sorrow. Posteriormente, participó en una película de Nollywood titulada Miracle Child en 2010.
En enero de 2019, fue nombrada Coordinadora de la Campaña Juvenil de Atiku Abubakar. En febrero de 2020 lanzó una revista que lleva su nombre en un hotel de Abuya.